# Ruch Chorzów
Ruch Chorzów je poljski prvoligaški nogometni klub s sedežem v Chorzówu, ki je bil ustanovljen leta 1920. 

## Dosežki
- Državni prvak: (14)

1933, 1934, 1935, 1936, 1938, 1951, 1952, 1953, 1960, 1967/68, 1973/74, 1974/75, 1978/79, 1988/89
- Pokalni zmagovalec: (3)

1950/51, 1973/74, 1995/96

## Igralski kader

### Člansko moštvo[1]
| Št. | Država  | Položaj | Igralec           |
| --- | ------- | ------- | ----------------- |
| 1   | Poljska | GK      | Kamil Lech        |
| 2   | Poljska | DF      | Piotr Stawarczyk  |
| 3   | Poljska | DF      | Igor Lewczuk      |
| 4   | Srbija  | DF      | Željko Đokić      |
| 5   | Poljska | MF      | Marek Zieńczuk    |
| 7   | Poljska | MF      | Maciej Jankowski  |
| 8   | Poljska | MF      | Jakub Smektała    |
| 9   | Poljska | FW      | Grzegorz Kuświk   |
| 12  | Poljska | GK      | Damian Matras     |
| 14  | Poljska | FW      | Łukasz Janoszka   |
| 17  | Poljska | DF      | Michał Staszowski |
| 18  | Poljska | FW      | Arkadiusz Piech   |
| 19  | Litva   | MF      | Mindaugas Panka   |

| Št. |          | Položaj | Igralec             |
| --- | -------- | ------- | ------------------- |
| 20  | Poljska  | DF      | Marek Szyndrowski   |
| 21  | Poljska  | DF      | Maciej Sadlok       |
| 23  | Poljska  | FW      | Andrzej Niedzielan  |
| 26  | Poljska  | DF      | Michał Kołodziejski |
| 27  | Poljska  | MF      | Kamil Włodyka       |
| 28  | Slovaška | MF      | Gábor Straka        |
| 29  | Češka    | FW      | Pavel Šultes        |
| 30  | Hrvaška  | GK      | Matko Perdijić      |
| 31  | Poljska  | MF      | Paweł Lisowski      |
| 32  | Poljska  | MF      | Marcin Malinowski   |
| 33  | Slovaška | GK      | Michal Peškovič     |
| 34  | Poljska  | FW      | Filip Starzynski    |
| 35  | Poljska  | MF      | Hubert Kotus        |

## Znani bivši igralci
| - Henryk Alszer (1947–58) - Marcin Baszczyński (1995-00) - Krzysztof Bizacki (1994–95), (1997-06) - Andrzej Buncol (1979–81) - Ewald Cebula (1948–52) - Gerard Cieślik (1939–59) - Dariusz Gęsior (1983–96) - Edmund Giemsa (1932–39) - Andrej Komac (2010–11) |  | - Joachim Marx (1969–75) - Zygmunt Maszczyk (1963–76) - Teodor Peterek (1928–39), (1946–48) - Czesław Suszczyk (1946–59) - Mariusz Śrutwa (1991–99), (2000–06) - Krzysztof Warzycha (1983–89) - Ernst Wilimowski (1934–39) - Gerard Wodarz (1946–47) |